# Kleine Vespermaus
Die Kleine Vespermaus (Calomys laucha) ist eine Art der Vespermäuse innerhalb der Wühler (Cricetidae), die in Teilen von Südamerika vorkommt.

## Merkmale
Die Kleine Vespermaus erreicht eine Kopf-Rumpf-Länge von 5,6 bis 6,7 Zentimetern und eine Schwanzlänge von 4,5 bis 5,4 Zentimetern bei einem Gewicht von etwa 11 bis 19 Gramm. Die Ohrlänge beträgt 8 bis 11,7 Millimeter und die Hinterfußlänge 13,4 bis 15 Millimeter. Sie ist damit die kleinste Art innerhalb der Gattung der Vespermäuse. Die Rückenfärbung ist grau bis grauweiß mit braunen bis goldbraunen Einfärbungen. Ein dunkles Rückenband zieht sich vom Hinterkopf über den Rücken bis zum hinteren Rumpf. Die Körperseiten sind heller und ebenfalls mit braunen Haaren durchsetzt. Eine sandbraune Linie grenzt die Körperseiten gegenüber der hellen, weißlichen Bauchseite ab. Bei einigen Populationen sind die Kehle und das Kinn vollständig weiß gefärbt. Hinter den Ohren befindet sich jeweils ein heller Postaurikular-Fleck und vor allem bei Individuen in trockeneren Habitaten gibt es häufig einen weiteren sandfarbenen Fleck vor den Ohren. Der Schwanz ist zweifarbig mit einer braunen Oberseite und einer hellen Unterseite. Er erreicht in der Länge nie mehr als 43 % der Kopf-Rumpf-Länge. Ausgewachsene Weibchen besitzen acht bis zehn Zitzen.

## Verbreitung
Diese Art kommt in zentralen und südöstlichen Regionen Südamerikas im Südosten von Bolivien, dem Westen von Paraguay, dem nördlichen und zentralen Argentinien und dem extremen Süden von Brasilien vor.

## Lebensweise
Die Kleine Vespermaus lebt im trockenen Grasland, and Waldrändern und in Randbereichen landwirtschaftlich genutzter Flächen sowie in trockenen bis halbtrockenen Buschregionen. Sie ernährt sich generalistisch vor allem von Pflanzenteilen und vor allem von Samen verschiedener Gräser (granivor). Sie lebt terrestrisch am Boden und ist vor allem nacht- und dämmerungsaktiv.
Die durchschnittliche Länge des weiblichen Zyklus beträgt bei der Kleinen Vespermaus sechs bis acht Tage. Die Paarungen erfolgen über das gesamte Jahr und die Weibchen können über das gesamte Jahr trächtig werden, wobei nach Studien in Argentinien etwa 40 % der trächtigen Weibchen zwischen Oktober und Mai auftreten. Die Tragzeit beträgt zwischen 21 und 23 Tage, durchschnittlich etwa 21,5 Tage. Das Weibchen gebiert zwischen einem und 6 Jungtiere, durchschnittlich 3,7 Jungtiere.

## Systematik
Die Kleine Vespermaus wird als eigenständige Art innerhalb der Vespermäuse (Gattung Calomys) betrachtet. Sie wurde 1814 von dem deutschen Naturforscher Gotthelf Fischer von Waldheim unter dem Namen Mus laucha wissenschaftlich erstbeschrieben, wobei er keinen Fundort für die Typusindividuen angab. Der amerikanische Mammaloge Philip Hershkovitz grenzte die Terra typica 1962 auf die Region um Asunción in Paraguay ein. 2017 wurde durch eine Arbeitsgruppe um Pablo Teta ein Neotyp festgelegt und eine neue Terra typica in der Estación Experimental Regional Agropecuaria Pergamino  in Pergomino, Buenos Aires, in Argentinien festgelegt. Früher wurden weitere, heute als eigenständig betrachtete Arten als Synonyme dieser Art betrachtet, darunter Calomys hummelincki, Calomys muskulinus und Calomys tener.
Innerhalb der Art werden aktuell keine Unterarten unterschieden, allerdings gibt es wahrscheinlich zwei geographisch voneinander isolierte Populationen und Formen der Art. Wilson & Reeder 2005 führten dagegen fünf Unterarten C. l. bimaculatus, C. l. bonariensis, C. l. dubius, C. l. gracilipes und C. l. pusillus als Unterarten.

## Gefährdung
Die Kleine Vespermaus wird von der IUCN sie als nicht gefährdet (Least Concern) eingestuft. Die Einstufung erfolgt aufgrund ihrer weiten Verbreitung, ihrem Vorkommen und auf landwirtschaftlichen Flächen sowie den Bestandstrends, die zwar leicht rückläufig, aber nicht bestandsgefährdend sind. Bestandsgefährdende Risiken für die Art sind nicht bekannt.

## Belege
1. 1 2 3 4 5 6 7  C. Denys, P.J. Taylor, K.P. Aplin et al.: Small Vesper Mouse Calomys laucha. In: Don E. Wilson, T.E. Lacher, Jr., Russell A. Mittermeier (Hrsg.): Handbook of the Mammals of the World: Rodents 2. (HMW, Band 7) Lynx Edicions, Barcelona 2017, ISBN 978-84-16728-04-6, S. 515.
2. ↑  Pablo Teta, Raúl E. González-Ittig, Enrique M. González, Ulyses F. J. Pardiñas, Jorge Salazar-Bravo: Notes on the taxonomy of Calomys laucha (Rodentia, Cricetidae), with the designation of a neotype. Mastozoologia Neotropical 24 (2), Dezember 2017; S. 419–429. (Volltext (Seite nicht mehr abrufbar, festgestellt im März 2022. Suche in Webarchiven)  Info: Der Link wurde automatisch als defekt markiert. Bitte prüfe den Link gemäß Anleitung und entferne dann diesen Hinweis.)
3. 1 2  Calomys laucha. In: Don E. Wilson, DeeAnn M. Reeder (Hrsg.): Mammal Species of the World. A taxonomic and geographic Reference. 2 Bände. 3. Auflage. Johns Hopkins University Press, Baltimore MD 2005, ISBN 0-8018-8221-4.
4. 1 2  Calomys laucha in der Roten Liste gefährdeter Arten der IUCN 2019. Eingestellt von: A. Christoff, M. Weksler, E. Vieira, G. D’Elia, J.P. Jayat, U. Pardinas, 2008. Abgerufen am 18. November 2019.